# Виноробство в Японії

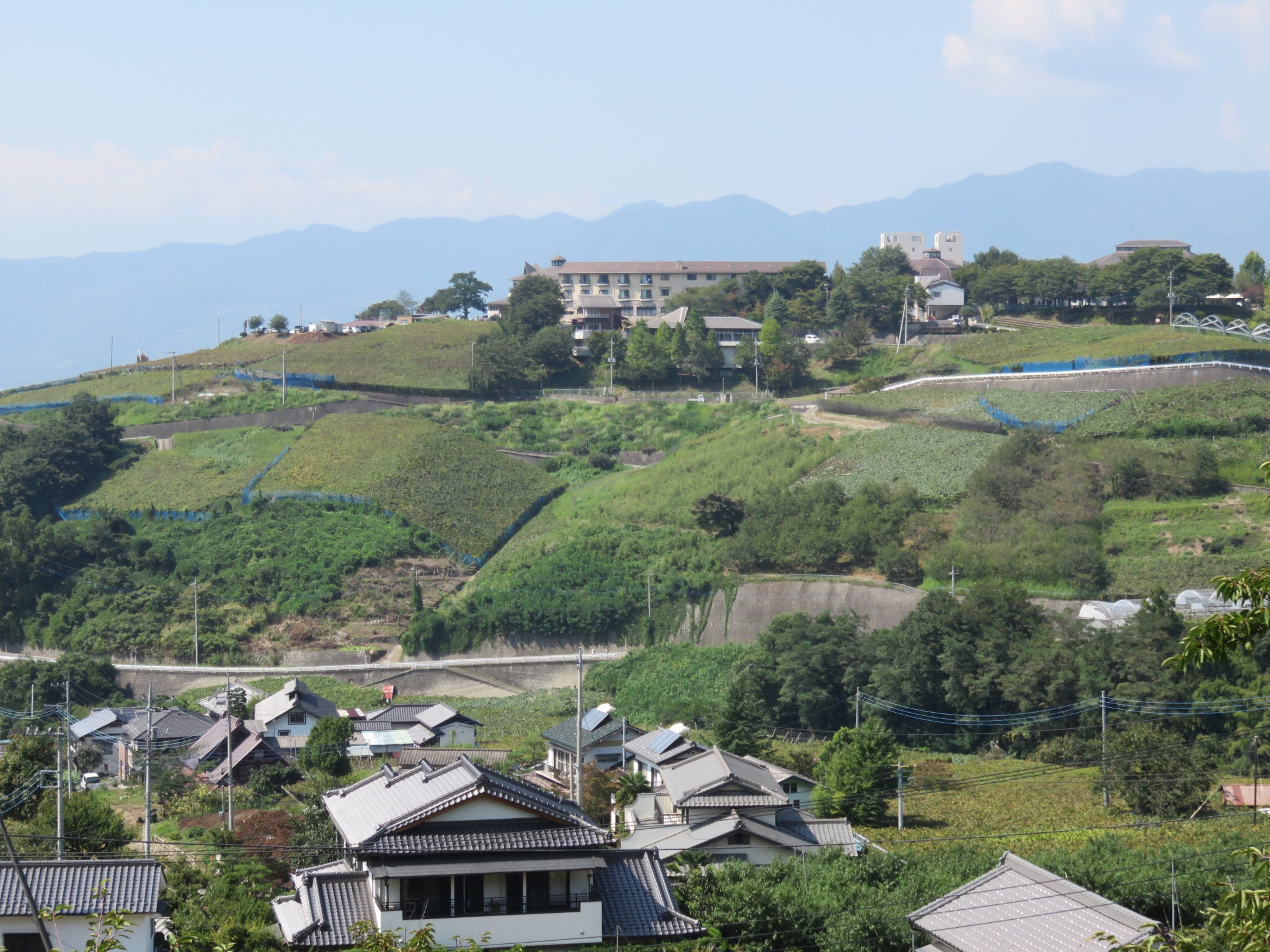
Виноградники в Косю, Яманасі, Японія

Хоча виноградарство та вирощування винограду для столового споживання в Японії має давню історію, домашнє виробництво вина з використанням місцевого винограду почалося лише з прийняттям західної культури під час реставрації Мейдзі у другій половині 19 століття.
Згідно з даними Національного податкового агентства Японії за 2017 рік, у Японії було закуплено приблизно 382 тис. кілолітрів вина, з яких дві третини — імпортне вино. Зі 102 000 кілолітрів вина, виробленого у країні того року, лише п'ята частина була виготовлена з винограду, вирощеного в країні. Агентство стверджує, що частка японського вина, яке визначається як вино внутрішнього виробництва з винограду, вирощеного в країні, становить лише 4 % від загального внутрішнього споживання, або 14 988 кілолітрів. Лише 58 кілолітрів японського вина було експортовано за кордон.
Основним регіоном виноробства в Японії є префектура Яманасі, на яку припадає приблизно третина внутрішнього виробництва, хоча виноград вирощується, а вино також виробляється в менших кількостях виноробами по всій країні, від Хоккайдо на півночі до префектури Міядзакі на південному острові Кюсю.

## Історія

### Рання історія
Вирощування винограду в Японії почалося в 718 році нашої ери в Кацунума, префектура Яманасі. Перше виноградарство Японії базувалося на винограді Косю, який, як вважають, походить із кавказького регіону Грузії.
Однак перше регулярно задокументоване споживання вина в Японії відбулося в 16 столітті, із прибуттям єзуїтських місіонерів із Португалії. Святий Франциск Ксав'єр приносив вина як подарунок для феодалів Кюсю, і інші місіонери продовжували цю практику, в результаті чого місцеві жителі набули смаку до вина та регулярно його імпортували. Вони назвали португальське вино chintashu (яп. 珍陀酒) , поєднавши португальське слово tinto (chinta японською), що означає червоне, і shu (яп. 酒), що означає лікер.

### Епоха Мейдзі
Існувало упередження, що японці дивилися на червоне вино і приймали його за «кров», а жителі Заходу пили «живу кров».
У звіті, написаному в 1869 році Адамсом, секретарем британського представництва в Едо, описується «кількість виноградних ліз, навчених на горизонтальні шпалерні рами, які спиралися на стовпи на висоті 7 або 8 футів від землі» в регіоні Кошу, Яманасі. Однак лише в 1873 році, після того, як члени Місії Івакура, що повернулися, були надані детальні звіти про європейську виноробну культуру, були зроблені більш цілеспрямовані спроби сприяти вітчизняному виноробству. Перша спроба виробити вино на місцевому рівні, використовуючи переважно обладнання для варіння саке, була зроблена Хіронорі Ямадою та Норіхісою Такумою в Кофу, Яманасі, у 1875 році. У 1877 році, щойно сформована виноробня Dai-Nihon Yamanashi Budoshu в Кацунумі, Яманасі відправив Масанарі Такано та Рюкена Цутія у Труа в регіоні Шампань у Франції, щоб навчитися виноградарству та виноробству. Вирощування європейських сортів винограду стало основою ранніх японських спроб, однак проект був майже зруйнований у 1884 році спалахом філоксери, яка прибула через імпортні коренеплоди.

### 20 століття
У багатьох префектурах залишилося кілька дрібних виноградарів, але лише після Другої світової війни масштаби виноробства почали зростати. Однак, порівняно зі зростанням імпортних вин і виробництвом недорогих роздрібних вин з імпортних виноградних соків, вино, вирощене всередині країни та зібране, все ще перебуває на ранній стадії розвитку.

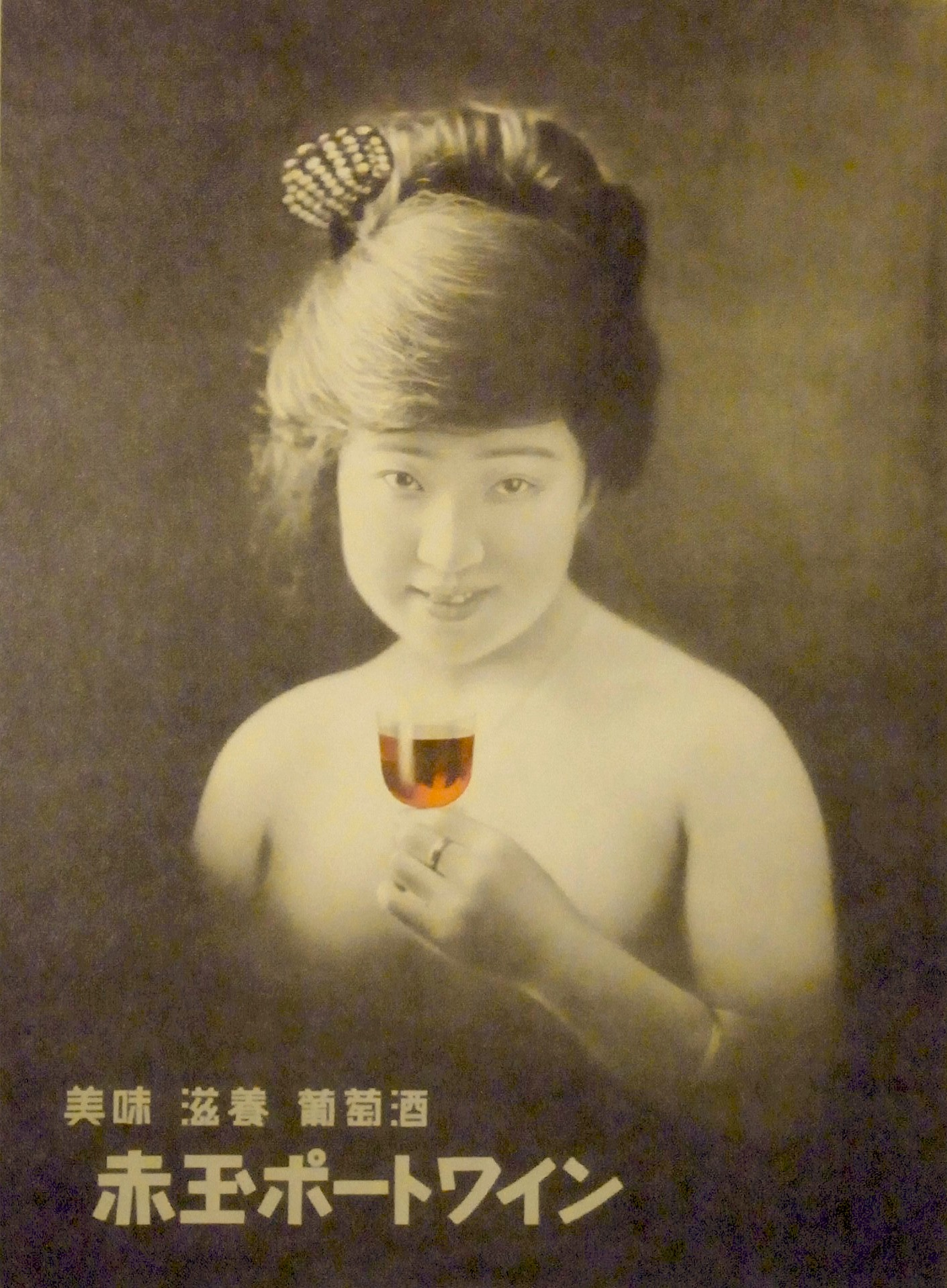
Рекламний плакат «AKADAMA Port Wine», вперше опублікований у 1922 році

З точки зору японського смаку вітчизняного вина, терпкість і кислинка спочатку не сприймалися легко.2 Тривалий час для пом'якшення смаку додавали цукор, наприклад мед та "sweet" (яп. 甘口, amakuchi) вино було основним. У 1907 році Сінджіро Торі, засновник імперії напоїв Suntory, запустив портвейн Red Sun (яп. 赤玉ポートワイン, Akadama Pōto Wain) із рекламною кампанією в 1922 році, яка викликала скандал завдяки пропозиціям про наготу та призвела до значного зростання продажів. Тенденція до підсолоджених, кріплених і лікувальних тонізуючих вин тривала до 1970-х років, коли вино все ще було відоме як виноградний лікер (яп. 葡萄酒, budōshu), і лише невелика меншість імпортувала та пила європейське вино.3
Упродовж 1970-х і 80-х років рівень навичок виноробства підвищився, а покупки як імпортного, так і вітчизняного вина зросли разом із швидким зростанням економіки. Фахівці почали називати свої володіння «винними заводами», поширилося наслідування західного стилю живоплоту та вирощування стійких до комах сортів винограду. Уперше вітчизняні виноробні підприємства почали зосереджуватися на виробництві високоякісних вин з використанням тільки вітчизняного винограду. Також, у відповідь на попит японських споживачів, виробництво органічних вин також стало популярним.
У 1990-х і 2000-х роках завдяки зниженню податків на імпортне вино та диверсифікації культури японського харчування споживання вина продовжувало зростати. У 1995 році Сінья Тасакі став першим японцем, який отримав звання Meillieur Sommelier du Monde, і допоміг значно підвищити обізнаність громадськості про вино. Увага засобів масової інформації до благотворного впливу поліфенолу (дубильних речовин) і зусилля місцевих органів влади щодо просування високоякісного вина вітчизняного виробництва також сприяли розширенню галузі. Починаючи із 2002 року, на чолі з префектурою Яманасі, почалися конкурси, зосереджені на «японському вині, використовуючи лише 100 % японський виноград».

## Вирощування винограду

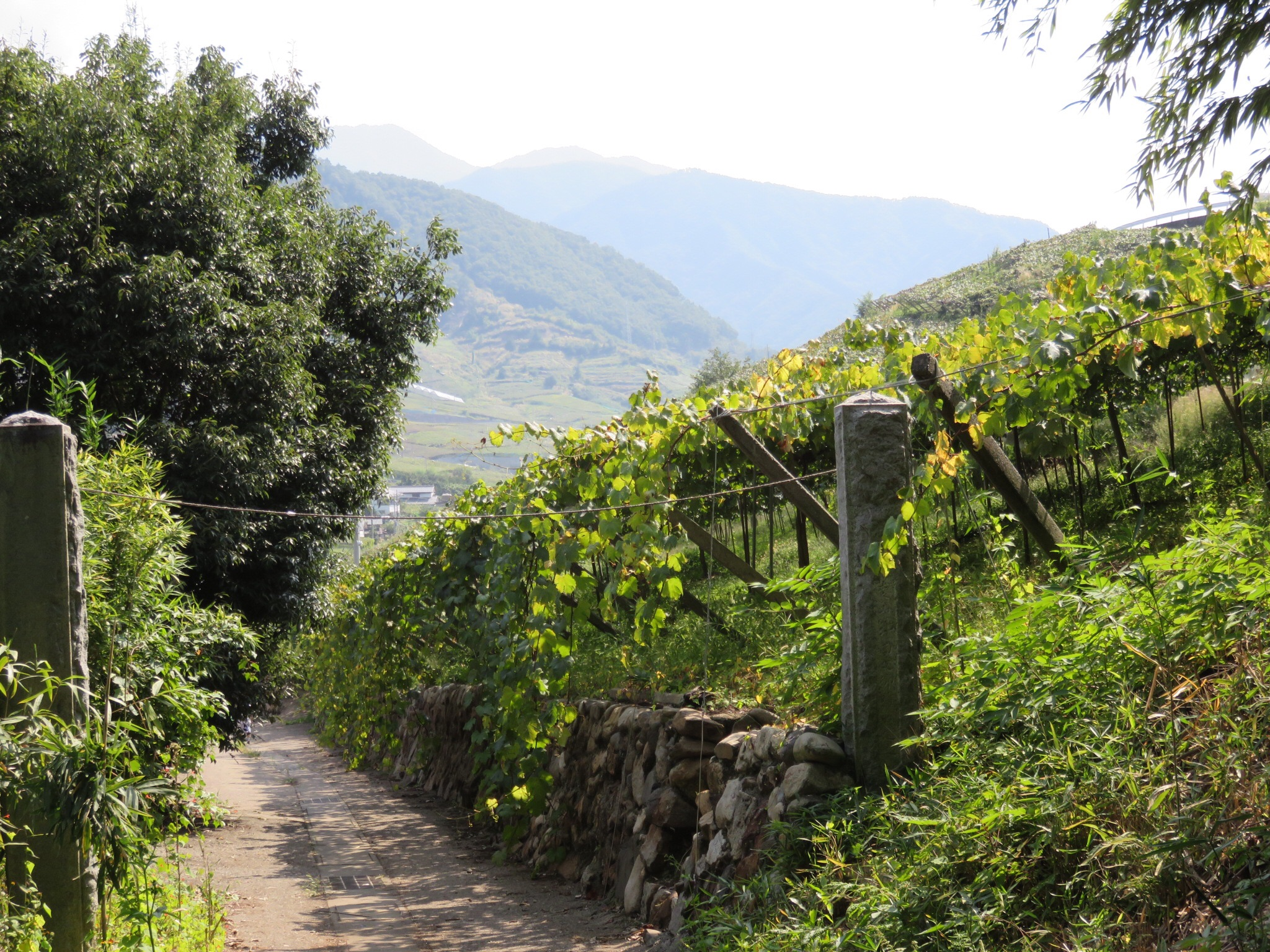
Піднесені виноградні решітки, Косю, Яманасі

Щоб відповідати вимогам клімату та рельєфу, в Японії технології вирощування винограду були значно адаптовані. У місцях з високою вологістю влітку використовується техніка піднятого горизонтального огородження, відома як "Tanajitate" (яп. 棚仕立), щоб утримувати плоди приблизно на 1,5–2 метри над землею, щоб забезпечити вентиляцію. Горизонтальні решітки також довели ефективність у зменшенні шкоди від вітру від тайфунів. На схилах італійський райграс часто висаджують під виноградними лозами, щоб запобігти ерозії ґрунту.
У районах, розташованих вище в горах, таких як Тотіґі, де хороше сонячне освітлення суперечить нерівній місцевості, винороби висадили свої живоплоти на крутих схилах пагорбів, щоб отримати максимум сонячного світла, а також захистити виноградні лози від пошкодження сильним снігопадом.

## Структура галузі

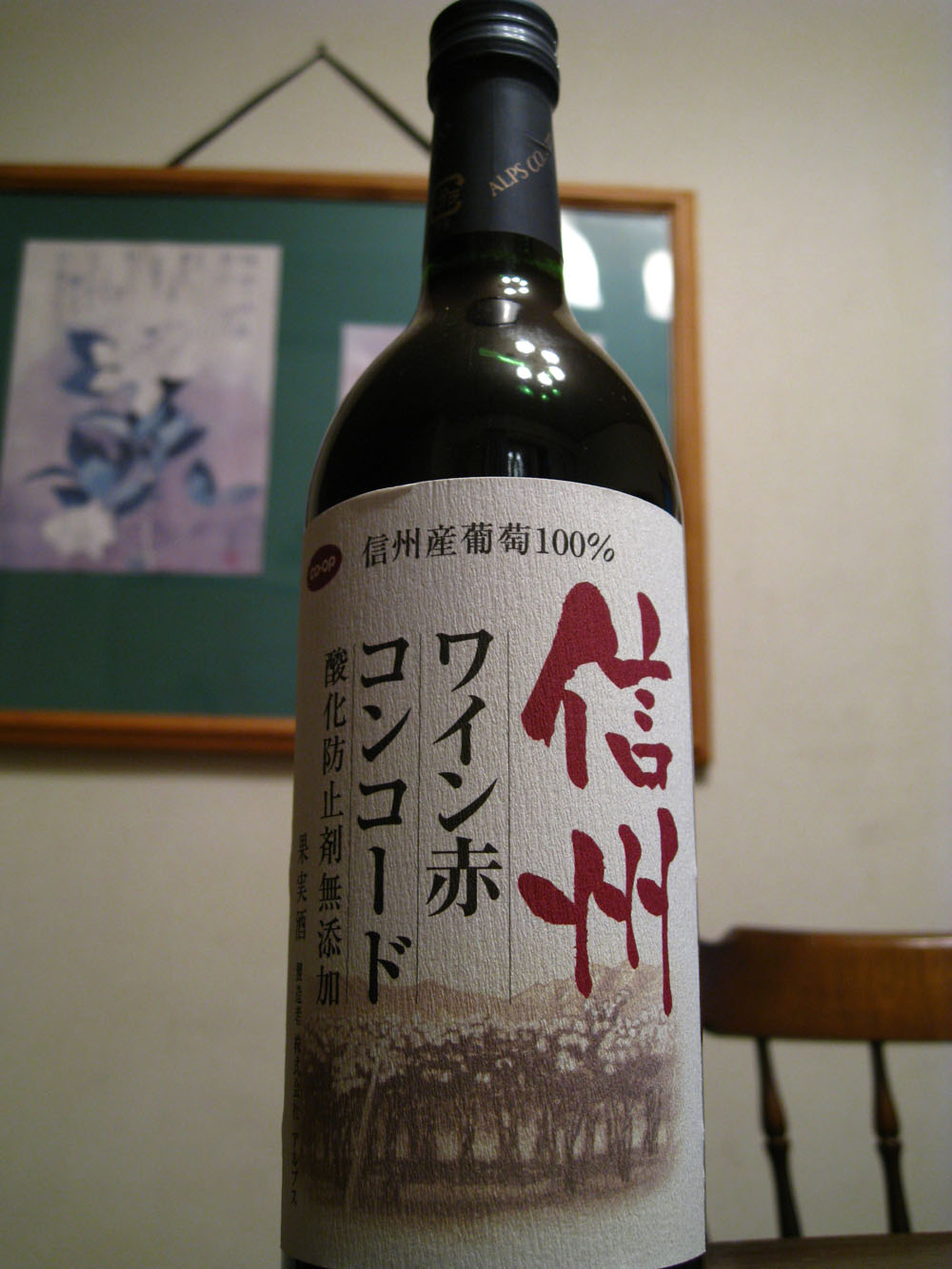
Японське вино Shinshū (信州ワイン) з префектури Наґано

У Японії відносно небагато незалежних виробників вина, у галузі домінують великі конгломерати напоїв, такі як Suntory, власник брендів Snaraku, і Manns Wine, Саппоро торгує з такими брендами, як Chateau Lion, Delica та Kirin через свою Mercian Corporation дочірнє підприємство, власник торгової марки Chateau Mercian. Усі великі конгломерати напоїв мають доступ до винограду, вирощеного в країні, але, враховуючи проблеми клімату, які впливають на вітчизняне виробництво винограду, три чверті вина, що розливається японськими виробниками, певною мірою покладаються на імпортне вино або виноградний концентрат. Відповідно до законодавства, вино, вироблене в країні для масового продажу з використанням імпортного вина чи виноградного концентрату, має зазначати це на етикетці.
Японські вина, вироблені лише зі 100 % вмісту вітчизняного винограду, мають високу ціну та лише зрідка експортуються. Менші, сімейні або міські виноробні, які мають репутацію виробників місцевих вин стабільно кращої якості, включають Marufuji, Kizan, Katsunuma Jozo, Grace (усі у префектурі Яманасі), Takeda (префектура Ямагата) і Tsuno (префектура Міядзакі).

## Основні виноробні регіони Японії
У Японії основними регіонами виробництва вина, перерахованими в порядку обсягу виробництва вина з місцевого винограду, є Яманасі (31 %), Наґано (23 %) і Хоккайдо (17 %). У Яманасі основним виноробним регіоном є долина Косю, територія, яка центрується навколо міста Косю та є домівкою для 70 із приблизно 80 виноробних підприємств префектури. На Хоккайдо місто Ікеда економічно оговталося від стану банкрутства завдяки регіональному плануванню вирощування винограду та виробництва вина, і впродовж 20 років після 1960 року змогло досягти успіху. Згодом кожен регіон почав сприяти виробництву, головною причиною чого був вплив загальнонаціонального "Одне село, рух однієї спеціальності" (яп. 一村一品運動, Isson Ippin Undō). У Ямагаті під час Другої світової війни виробляли вино у великих кількостях для військових, щоб забезпечити дієтичними добавками винний камінь, і оскільки ґрунти в Ямагаті придатні для вирощування фруктів, сьогодні це один регіон, де проживають численні відомі виробники. У недавньому минулому префектура Айті також була великим виробником вина.
- Хоккайдо: Токаті вино (яп. 十勝ワイン), Ікеда. Фурано вино (яп. ふらのワイン), Фурано.
- Префектура Ямагата: Тендо вино (яп. 天童ワイン), Тендо.
- Префектура Ніїґата: Іванохара вино (яп. 岩の原ワイン), Дзьоецу.
- Префектура Яманасі: Кацунума вино (яп. 勝沼ワイン), Косю. «Рубаїат», Косю. 100 % виноград вітчизняного виробництва.
- Префектура Наґано: Сінсю вино (яп. 信州ワイン), Сіодзірі.
- Префектура Сіга: Хітомі вино (яп. ヒトミワイン), Хіґасі-Омі.
- Префектура Тотігі：Насу вино (яп. 那須ワイン), Насу-Сіобара.
- Префектура Кіото: Танба вино (яп. 丹波ワイン), Кьо-Тамба.
- Префектура Осака: Кавачі вино (яп. 河内ワイン), Кашівара and Хабікіно.
- Префектура Хьоґо: Кобе вино (яп. 神戸ワイン), Кобе
  - У префектурі Хьоґо місто Кобе виступило з ініціативою розвитку регіонального сільського господарства та туризму за допомогою незалежних виноробень, а також випустило продукцію під брендом міста.
- Префектура Міядзакі: Ая вино (яп. 綾ワイン), Aя. Цуно вино (яп. 都農ワイン), Цуно.

## Японські сорти винограду
Японія підтримує широкий спектр сортів винограду, хоча переважна більшість цієї продукції призначена для столового споживання, і лише невеликий відсоток використовується для домашнього виноробства. Власне кажучи, у Японії не існує виноградних ліз, хоча білий винний виноград Косю розвивався на місцевому рівні упродовж багатьох століть і тому вважається місцевим сортом. Витривалі сорти, імпортовані з Північної Америки, такі як Делавер і Ніагара, були широко висаджені в післявоєнний період, але з 1985 року їхня популярність значно впала. Столовий виноград преміум-класу, такий як Kyoho та нещодавно Pione, гібридний сорт Kyoho та Cannon Hall Muscat, потребує значних надбавок до ціни для виробників.
Виноград, який використовується виключно для виноробства, виробляється в обмежених кількостях, оскільки націнки на столовий виноград часто значно вищі. Імпортні винні сорти винограду включають Мюллер-Тургау, Шардоне, Мерло та Каберне Совіньйон.

### Косю

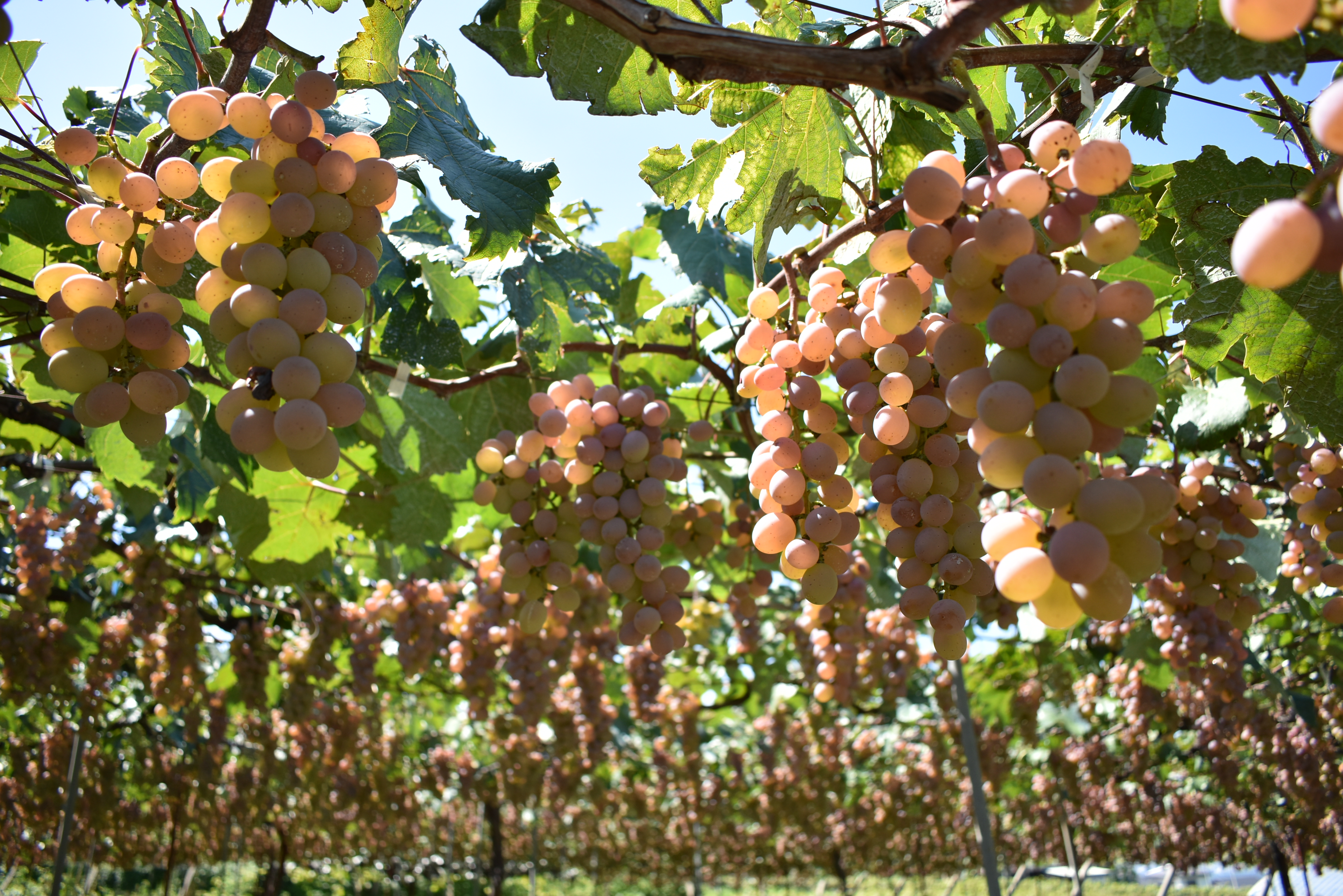
Виноград Косю

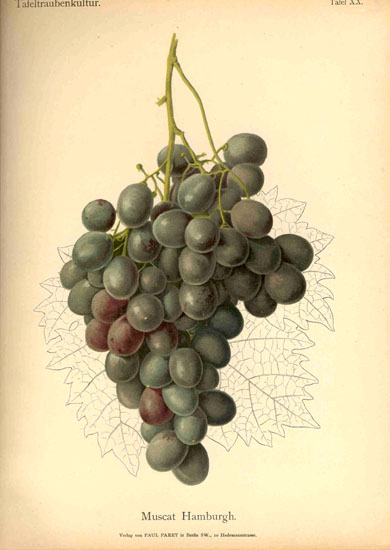
Виноград Мускат гамбурзький

Косю — білий винний сорт винограду, який вирощують переважно в префектурі Яманасі. Сорт винограду виник із лози, ймовірно, імпортованої з Кавказу через Шовковий шлях приблизно тисячу років тому. Виноград є гібридним сортом, поширеним у Японії, і має відносно товсту шкірку, здатну протистояти вогкості японського літа. Назва «Косю» є колишньою назвою Яманасі.
Характерними характеристиками вин із винограду Косю є, як правило, блідий, солом'яний колір і м'який фруктовий букет із відтінками цитрусових і персика. Смак часто описують як чистий, делікатний і свіжий, що добре підходить до японської кухні.

### Мускат Бейлі А
"Muscat Bailey-A" (яп. マスカットべリーA) — це червоний винний гібрид винограду, розроблений Дзенбей Кавакамі (яп. 川上善兵衛, Kawakami Zenbei) (1868—1944) на Виноробня Iwanohara (яп. 岩の原わいん) у префектурі Ніїґата. Мета Кавакамі полягала в тому, щоб розробити виноград для вина, адаптований до клімату Японії. Він зробив це шляхом змішування "Bailey" (яп. ベーリー) сорт винограду з сортом чорного мускату, щоб народити червоний виноград, який широко використовується в Японії. Кавакамі також розробив сорт, відомий як "Black Queen" (яп. ブラッククイーン). Мускат Бейлі-А має дуже схожий на виноградний сік смак і найбільш широко використовується у солодких винах амакуті. Однак в останні роки також були розроблені більш сухі сорти та сорти, витримані в бочках. Muscat Bailey-A був змішаний із західним виноградом, створюючи дуже насичений смак у стилі Бордо. Крім того, різне змішування призвело до більш гладких сортів Бордовий/Бургундії.

## Позначення походження
"Знак походження" (яп. 原産地表示, Gensanchi Hyōji) — це система юридичного позначення вина, виробленого в Японії, подібна до законів Франції про контроль над назвою походження (AOC) і позначення Американського виноградарського району (AVA).
У Японії немає загальнонаціональної організації легального позначення, незалежно від домену походження або сортів винограду, все, що ферментується всередині країни, може бути позначено як «японське вино». Через це деякі продукти, позначені як японські, виробляються з імпортного виноградного соку.4
Проте незалежні самоврядні муніципальні органи започаткували систему регіональних найменувань. Наприклад, префектури Нагано "Система контролю найменувань" (яп. 長野県原産地呼称管理制度, Nagano-ken Gensan-chi Koshō Kanri Seido) та Косю "Регламент сертифікації домену походження вина" (яп. ワイン原産地認証条例, Wain Gensan-chi Ninshō Jōrei)認).